# Amazon Elastic Block Store
Amazon Elastic Block Store (EBS) proporciona almacenamiento sin procesar a nivel de bloque que se puede adjuntar a las instancias de Amazon EC2 y se utilizan para Amazon Relational Database Service (RDS). Es una de las dos opciones de almacenamiento en bloque que ofrece AWS, y la otra es EC2 Instance Store.
Amazon EBS ofrece una variedad de opciones para el rendimiento y el costo del almacenamiento. Estas opciones se dividen en dos categorías principales: almacenamiento respaldado por SSD para cargas de trabajo transaccionales, como bases de datos y volúmenes de inicio (el rendimiento depende principalmente de las IOPS), y para almacenamiento respaldado por disco para cargas de trabajo intensivas, como MapReduce y procesamiento de registros (el rendimiento depende principalmente en MB/s).

## Caso de uso
Un caso de uso típico es el uso de EBS para formatear el dispositivo con un sistema de archivos y montarlo. EBS admite funciones de almacenamiento avanzadas, incluidas la creación de instantáneas y la clonación. A partir de septiembre de 2020, los volúmenes de EBS pueden tener un tamaño de hasta 2 TiB con el esquema de partición MBR y de hasta 16 TiB con el esquema de partición GPT.
Los volúmenes de EBS se basan en almacenamiento de replicado back-end, por lo que la falla de un solo componente no causaría la pérdida de datos.

## Historia
Amazon presentó EBS en agosto de 2008. A partir de marzo de 2018, se incluyeron 30 GB de espacio gratuito en el nivel gratuito de Amazon Web Services 2017.

## Tipos de volumen
La siguiente tabla muestra los casos de uso y las características de rendimiento de los volúmenes de EBS de la generación actual: 
|                                   | Unidades de estado sólido (SSD)                                                                          | Unidades de estado sólido (SSD)                                                                                                 | Unidades de estado sólido (SSD)                                                                                                  | Unidades de disco duro (HDD)                                                                           | Unidades de disco duro (HDD)                                                                        |
| --------------------------------- | --- | --- | --- | --- | --------------------------------------------------------------------------------------------------- |
| Tipo de volumen                   | SSD de IOPS provisionadas de EBS (io1) (desde 2012)                                                      | SSD de uso general de EBS (gp2) [lower-alpha 1]                                                                                 | SSD de uso general EBS (gp3) | HDD de rendimiento optimizado (st1)                                                                    | Disco duro frío (sc1)                                                                               |
| Breve descripción                 | Volumen SSD de mayor rendimiento diseñado para cargas de trabajo transaccionales sensibles a la latencia | Volumen SSD de uso general que equilibra el rendimiento de precio para una amplia variedad de cargas de trabajo transaccionales | Volumen SSD de menor costo que equilibra el rendimiento del precio para una amplia variedad de cargas de trabajo transaccionales | Volumen HDD de bajo costo diseñado para cargas de trabajo intensivas de rendimiento y acceso frecuente | Volumen HDD de menor costo diseñado para cargas de trabajo a las que se accede con menos frecuencia |
| casos de uso                      | Bases de datos NoSQL y relacionales con uso intensivo de E/S                                             | Volúmenes de arranque, aplicaciones interactivas de baja latencia, desarrollo y prueba                                          | Volúmenes de arranque, aplicaciones interactivas de baja latencia, desarrollo y prueba                                           | Big data, almacenes de datos, procesamiento de registros                                               | Datos más fríos que requieren menos escaneos por día                                                |
| Nombre de la API                  | io1 | gp2 | gp3 | st1 | sc1                                                                                                 |
| Tamaño del volumen                | 4 GiB - 16 TiB                                                                                           | 1 GiB - 16 TiB | 1 GiB - 16 TiB | 500 GiB - 16 TiB                                                                                       | 500 GiB - 16 TiB                                                                                    |
| IOPS máx [lower-alpha 2] /volumen | 64.000                                                                                                   | 16,000 | 16,000 | 500 | 250                                                                                                 |
| Rendimiento/volumen máx.          | 1000 MB /s                                                                                               | 250 MB/s | 1000 MB/s | 500 MB/s                                                                                               | 250 MB/s                                                                                            |
| Máximo de IOPS/instancia          | 260.000                                                                                                  | 260.000 | 260.000 | 260.000                                                                                                | 260.000                                                                                             |
| Rendimiento máximo/instancia      | 7500 MB/s                                                                                                | 7500 MB/s | 7500 MB/s | 7500 MB/s                                                                                              | 7500 MB/s                                                                                           |
| Precio                            | $0.125/GB-mes 0,065 USD/IOPS aprovisionadas                                                              | $0.10/GB-mes | $0.08/GB-mes 0,005 USD/IOPS aprovisionadas por encima de 3000                                                                    | $0.045/GB-mes                                                                                          | $0.025/GB-mes                                                                                       |
| Atributo de rendimiento dominante | IOPS | IOPS | IOPS | MB/s                                                                                                   | MB/s                                                                                                |

## Características
Amazon EBS proporciona varias funciones que ayudan con la administración de datos, las copias de seguridad y el ajuste del rendimiento:
- Amazon Data Lifecycle Manager es un mecanismo automatizado que puede hacer una copia de seguridad de los datos de los volúmenes de EBS, creando y eliminando instantáneas de EBS en un horario predefinido.
- Elastic Volumes permite adaptar el tamaño del volumen a las necesidades actuales de una aplicación, utilizando Amazon CloudWatch y AWS Lambda para automatizar los cambios de volumen.
- Amazon EBS Encryption cifra los datos en reposo para los volúmenes e instantáneas de EBS, sin tener que administrar una infraestructura de clave segura separada.
- El etiquetado de volúmenes de EBS permite encontrar y filtrar recursos de EBS en Amazon Console y CLI.[3]
- Las matrices RAID a nivel de software permiten crear grupos de volúmenes EBS con un rendimiento de red de alto rendimiento entre ellos, utilizando el protocolo RAID estándar.[4]